# Kohei Saito

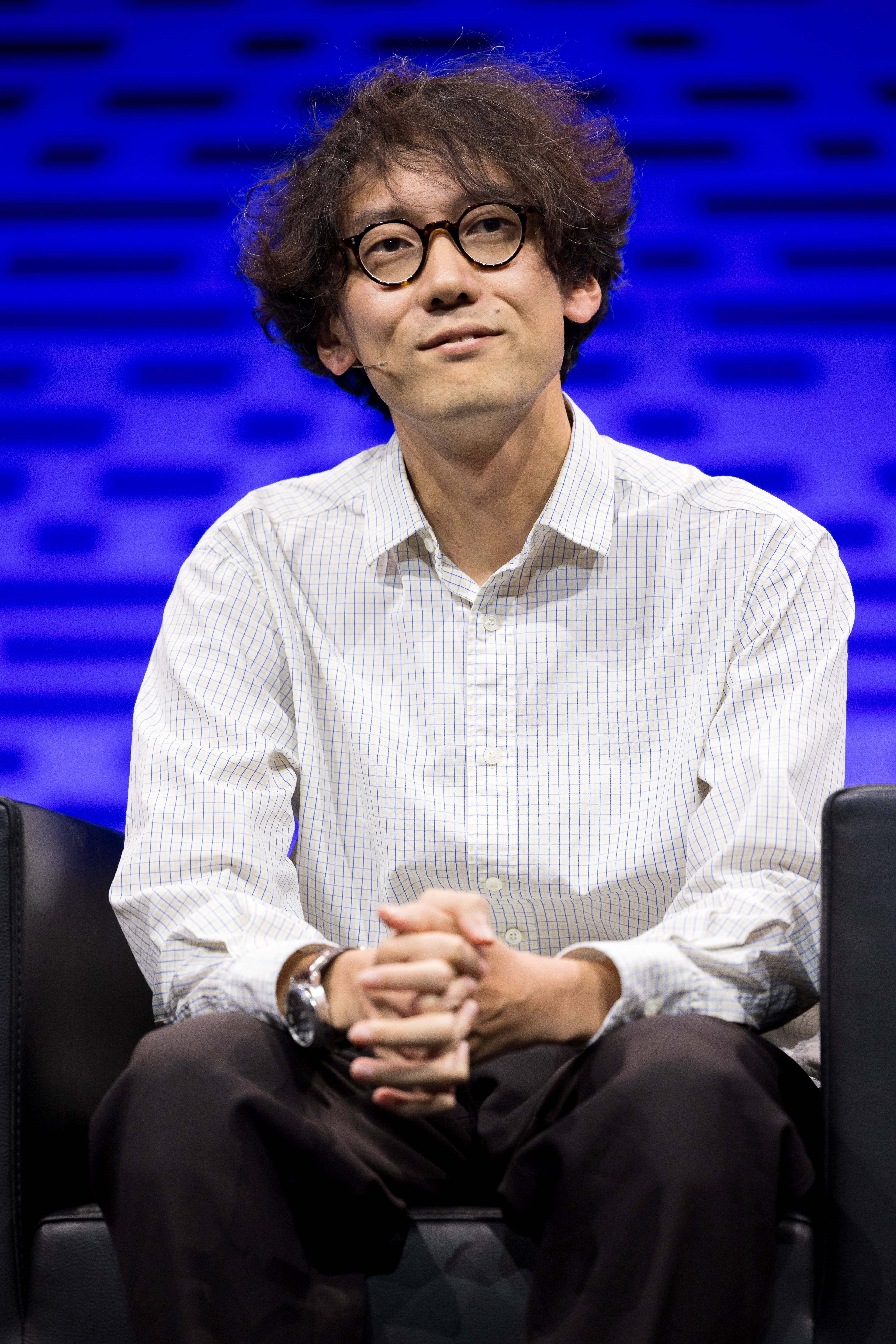
Kohei Saito (2024)

Kohei Saito (japanisch 斎藤 幸平, Saitō Kōhei; * 1987) ist ein japanischer Philosoph und Associate Professor an der Universität Tokio. Er arbeitet aus marxistischer Perspektive zu den Themen Ökologie, Anthropozän, Wachstumskritik und Politische Ökonomie. Das von ihm erdachte Konzept des „Degrowth-Kommunismus“ soll Aspekte des Degrowth mit denen des Kommunismus verbinden. Die dadurch entstehende neue Gesellschaftsform sieht Saito als Lösungsmöglichkeit für eine immer weiter eskalierende Klimakrise.

## Leben
Saito studierte von 2005 bis 2009 an der Wesleyan University, Connecticut. 2009 begann er sein Masterstudium an der Freien Universität in Berlin. Im Anschluss arbeitete er an seiner Promotion, die er an der Humboldt-Universität zu Berlin abschloss.
Saito veröffentlichte 2016 das Buch Natur gegen Kapital. Marx’ Ökologie in seiner unvollendeten Kritik des Kapitalismus, das auf seine Promotion zurückgeht. Hierin leistet er die Rekonstruktion der ökologischen Kritik des Kapitalismus von Karl Marx, in dem er auf umfangreiche Manuskripte und Exzerpte aus dessen Nachlass zurückgreift. Dabei zeigt auch er die Komplexität des Marxschen Materialismusbegriffs auf.
Saito war Miteditor von Band 18 der Abteilung Vier der Marx-Engels-Gesamtausgabe, der 2019 erschien. Die Arbeiten an diesem Buch flossen auch in seine Dissertation ein. Andreas Arndt war sein Doktorvater. 2017 erschien die englischsprachige Fassung seines Buchs, 2020 wurde er hierfür von der Japan Society for the Promotion of Science mit dem JSPS Prize ausgezeichnet. Ferner gewann er 2018 den nach Isaac Deutscher benannten Deutscher Memorial Award for Marxist Research.
Saito war im Anschluss Gastwissenschaftler an der University of California, Santa Barbara; von 2017 bis 2022 war er Associate Professor an der Städtischen Universität Osaka. Im April 2022 wechselte er an die Universität Tokio. Von September 2024 bis Juni 2025 ist Saito Programmleiter am The New Institute in Hamburg.
Sein 2020 veröffentlichter Band Capital in the Anthropocene. Towards the Idea of Degrowth Communism (人新世のマルクス：脱成長のコミュニズムへの道) wurde mit über 250.000 verkauften Exemplaren bis Mai 2021 ein unerwarteter Bestseller in Japan, die Verkaufszahlen stiegen bis Mitte 2022 auf mehr als 500.000. 2021 wurde das Buch bei den Asia Book Awards als eines der Best Asian Books of the Year ausgezeichnet. In dem Buch entfaltet er eine antikapitalistische Wachstumskritik und zeigt die Verschränkung von Natur- und Klassenverhältnissen auf. Er plädiert u. a. für eine Arbeitszeitverkürzung und den Fokus auf eine Gebrauchswertökonomie. Die deutschsprachige Übersetzung erschien im August 2023 unter dem Titel Systemsturz und wurde ein Bestseller.
Im Januar 2023 erschien Marx in the Anthropocene. Towards the Idea of Degrowth Communism. Es baut auf dem Vorgänger auf, ist aber akademischer geschrieben. Saito unternimmt hier den Versuch, die Debatte um Degrowth mit Marx’ Analysen zu verschränken. Er zeigt auf, dass Marx’ Blick gegen Ende seines Lebens auch die nichtwestliche Welt umfasste und seine Ideen auch nicht per se auf Wachstum fokussierten. Die deutschsprachige Übersetzung wurde 2025 veröffentlicht.
Saito ist regelmäßig zu Gast in japanischen Medien, in denen er seine Ideen vorstellt und diskutiert. Seine Veröffentlichungen haben in Japan einen Boom zum Thema Marxismus ausgelöst, wobei seine Werke kritisch diskutiert werden. Einen positiven Effekt auf die japanische kommunistische Partei hatte dies laut New York Times nicht. Saito gehört zu einer Gruppe, die in den Bergen westlich von Tokio Land erwirbt, das kollektiv betrieben werden soll, um der lokalen Gemeinschaft dienlich zu sein.
Er ist Ratsmitglied der Progressiven Internationalen (PI).

## Politische Ansichten und Ideen
Saito vertritt politische Ansichten, die eine Synthese aus Marxismus und Degrowth-Bewegung darstellen. Er betrachtet den Kapitalismus als eine zentrale Ursache der Klimakrise und argumentiert, dass eine fundamentale Umgestaltung des Systems erforderlich ist, um diese Krise zu bewältigen. Dabei sieht er Marx als ökologischen Vordenker und plädiert für eine Zusammenführung der Ideen von Degrowth und Marxismus zu einem neuen Konzept, das er als "Degrowth-Kommunismus" bezeichnet.
Der Philosoph kritisiert den Kapitalismus dafür, dass er die ökonomische Ungleichheit zwischen den Menschen und Erdteilen immer weiter vergrößert und auf Kosten der Natur operiert. Er lehnt die Idee ab, dass unendliches Wachstum die Grundlage des Fortschritts ist und fordert eine radikale Transformation hin zu einer demokratischeren, gerechteren und nachhaltigeren Welt. Diese Transformation erfordert seiner Meinung nach eine Abkehr von der Fixierung auf das Bruttoinlandsprodukt (BIP) als alleinigen Maßstab des Fortschritts und eine Umverteilung der Ressourcen zugunsten der Gemeinschaft.
Saito spricht sich für massive Investitionen in grüne Technologien aus, aber betont gleichzeitig die Notwendigkeit einer Reduzierung des Konsums und der Produktion sowie einer Änderung des Lebensstils. Er fordert eine Einschränkung des Überflusses, eine verstärkte Nutzung öffentlicher Verkehrsmittel, eine Reduzierung des Fleischkonsums und eine stärkere Besteuerung luxuriöser Güter. Sein Konzept des "Degrowth-Kommunismus" sieht eine gemeinschaftliche Verwaltung und Nutzung von Ressourcen vor, um eine nachhaltige und gerechte Gesellschaft zu schaffen.
Dabei betont der Philosoph, dass sein ideeller Ansatz nicht auf Verboten und Verzicht basiert, sondern auf einer Neubewertung von Wohlstand und Glück jenseits ökonomischer Maßstäbe. Er sieht eine mögliche Allianz zwischen der Arbeiterklasse und der Umweltbewegung und plädiert für eine stärkere Beteiligung der männlichen Arbeitnehmer an der Care-Arbeit zur Förderung der Geschlechtergerechtigkeit. Insgesamt sieht er seinen Ansatz als Antwort auf die aktuellen Herausforderungen des Klimawandels und der sozialen Ungleichheit und betrachtet Deutschland als ein Land, das bereits viele Ideen für eine solche Transformation bietet.

## Kritik
Saitos Thesen vom Sieg der Natur über den Kapitalismus haben sowohl ein großes Interesse gefunden, aber auch kritischen Widerspruch ausgelöst. Der Philosoph stützt seine Begründung für die Vision eines Degrowth-Kommunismus auf Recherchen unveröffentlichter Marx-Notizen, die einen Bruch des Gründervaters des wissenschaftlichen Sozialismus mit der Produktivkrafttheorie und dem materialistischen Geschichtsverständnis belegen sollen. Saito will aus diesen Studien der Agrarchemie eine Politik gegen das Greenwashing der  kapitalistischen Strategien ableiten.
Aus diesen Forschungsnotizen, die eine neue Interpretation der Marxschen Kapitalismuskritik eröffnen sollen, schließt Saito auf einen epistemologischen Bruch zwischen Marx’ frühen und späten Ansichten. Für Joachim Bischoff ist diese Interpretation nicht haltbar, weil Saito andere Manuskripte von Marx zum gesellschaftlichen Reproduktionsprozess aus den späten Lebensjahren übersehe.
Außerdem gibt es Kritik an der These vom Marxschen Wandel vom Öko-Sozialismus zum „Degrowth-Kommunismus“, damit bleibt offen wie die Transformation zur Gebrauchswertwirtschaft vonstattengehen soll. Abgesehen von einer schiefen Marx-Interpretation liefere Saito eine Wiederholung der These, dass Grünes Wachstum unmöglich sei. Er plädiert stattdessen für einen Ökokommunismus, der nicht auf Wirtschaftswachstum ausgerichtet ist, das Produktionstempo herunterfährt und Wohlstand umverteilt.

## Veröffentlichungen (Auswahl)
- Deutsches Original: Natur gegen Kapital. Marx’ Ökologie in seiner unvollendeten Kritik des Kapitalismus, Campus Verlag, Frankfurt 2016, ISBN 978-3-593-50547-3 (Dissertation am Institut für Philosophie der Humboldt-Universität zu Berlin, 2014).
  - Englische Bearbeitung durch den Autor: Karl Marx’ Ecosocialism: Capital, Nature, and the Unfinished Critique of Political Economy, Monthly Review Press, New York 2017.
  - Französische Übersetzung aus dem Deutschen von Gérard Billy: La nature contre le capital : l’écologie de Marx dans sa critique inachevée du capital, Lausanne: Syllepse, coll. « Mille marxismes », 2021, ISBN 978-2-84950-951-7.
- Japanisches Original: japanisch 人新世の「資本論」Das Kapital im Anthropozän, 2020 (Das japanische Original trägt einen deutschen Untertitel).
  - Englische Übersetzung von Brian Bergstrom: Slow Down. The Degrowth Manifesto, Astra Publishing House, New York 2024, ISBN 978-1-6626-0236-8 (Im Englischen wurde das Buch vor der Veröffentlichung der englischen Übersetzung häufig auch als Capital in the Anthropocene bezeichnet).
  - Deutsche Übersetzung von Gregor Wakounig: Systemsturz. Der Sieg der Natur über den Kapitalismus, dtv, München 2023, ISBN 978-3-423-28369-4.
- Englisches Original: Marx in the Anthropocene. Towards the Idea of Degrowth Communism, Cambridge University Press, Cambridge 2022.
  - deutsche Übersetzung: Marx im Anthropozän. Ideen für die postkapitalistische Gesellschaft. Aus dem Englischen von Thomas Atzert, dtv, München 2025, ISBN 978-3-423-44708-9.